# Ходов (станція метро)
50°01′51.6″ пн. ш. 14°29′27.6″ сх. д. / 50.031000° пн. ш. 14.491000° сх. д.
Ходов (чеськ. Chodov) — станція Празького метрополітену на лінії C. 
Станція була відкрита 7 листопада 1980 року у складі другої пускової дільниці лінії C «Качеров» — «Гає».
Конструкція станції — однопрогінна з однією острівною платформою (глибина закладення — 10 м)